# Cheakamus
La Cheakamus (en anglais Cheakamus River) est une rivière qui coule en Colombie-Britannique au Canada et qui prend sa source dans le Parc provincial de Garibaldi. C'est un affluent de la Squamish qu'elle rejoint à Cheekeye, à quelques kilomètres au nord de la ville de Squamish. Le cours d'eau mesure environ 70 km.

## Principaux affluents
- Cheekye